# Eleccions al Parlament Europeu de 1981 (Grècia)
Les eleccions al Parlament Europeu de 1981 a Grècia van ser les eleccions celebrades el 18 d'octubre de 1981 per escollir els 24 eurodiputats grecs que representarien a Grècia al Parlament Europeu en substitució dels eurodiputats assignats l'1 de gener de 1981, data de l'entrada oficial a la Comunitat Econòmica Europea.
La participació va superar el 78% del total del cens, molt per sobre de la mitjana europea de les eleccions europees de 1979, que es va situar en el 61,6%. Les eleccions van ser guanyades pel socialdemòcrata, i membre de la Confederació dels Partits Socialistes de la Comunitat Europea, Moviment Socialista Panhel·lènic.

## Resultats
El socialdemòcrata Moviment Socialista Panhel·lènic va guanyar les eleccions amb el 40,12% dels vots i 10 eurodiputats enfront del 31,34% i 8 escons pel conservador Nova Democràcia. El Partit Comunista de Grècia i el Partit Comunista de Grècia (Interior) van aconseguir la tercera i quarta plaça amb un 12,84% i 5,30% de vots i 3 i 1 escó respectivament.
| Candidatura                                                                            | Facció europea        | Sufragis  | Sufragis | Escons | Escons   |
| Candidatura                                                                            | Facció europea        | Vots      | %        | Dip.   | Dif.     |
| -------------------------------------------------------------------------------------- | --------------------- | --------- | -------- | ------ | -------- |
| Moviment Socialista Panhel·lènic (PASOK)                                               | UPSCE                 | 2.278.030 | 40,12%   | 10     | ▲3       |
| Nova Democràcia (ND)                                                                   |                       | 1.779.462 | 31,34%   | 8      | ▼6       |
| Partit Comunista de Grècia (ΚΚΕ)                                                       |                       | 729.052   | 12,84%   | 3      | ▲3       |
| Partit Comunista de Grècia (Interior) (KKE–E)                                          |                       | 300.841   | 5,30%    | 1      | Es manté |
| Partit del Socialisme Democràtic (KODISO) + Partit dels Agricultors i els Obrers (ΚΑΕ) |                       | 241.666   | 4,26%    | 1      | Es manté |
| Partit Progressista (KP)                                                               |                       | 111.245   | 1,96%    | 1      | ▲1       |
| Democràcia Cristiana (KD)                                                              |                       | 65.056    | 1,15%    |        |          |
| Unió del Centre Democràtic (EDIK)                                                      |                       | 63.673    | 1,12%    |        | ▼1       |
| Partit Liberal (KF)                                                                    |                       | 59.141    | 1,04%    |        |          |
| Grup Internacional Marxista                                                            |                       | 49.495    | 0,87%    |        |          |
| Vots a candidatures                                                                    | Vots a candidatures   | 5.677.661 | 98,70%   | 24     |          |
| Vots nuls o no vàlids                                                                  | Vots nuls o no vàlids | 74.683    | 1,30%    | YPES   | YPES     |
| Vots emesos                                                                            | Vots emesos           | 5.752.344 | 81,48%   | YPES   | YPES     |
| Cens total                                                                             | Cens total            | 7.059.778 |          | YPES   | YPES     |

La comparativa de resultats es amb eurodiputats assignats l'1 de gener de 1981.